# Ospedale Maggiore

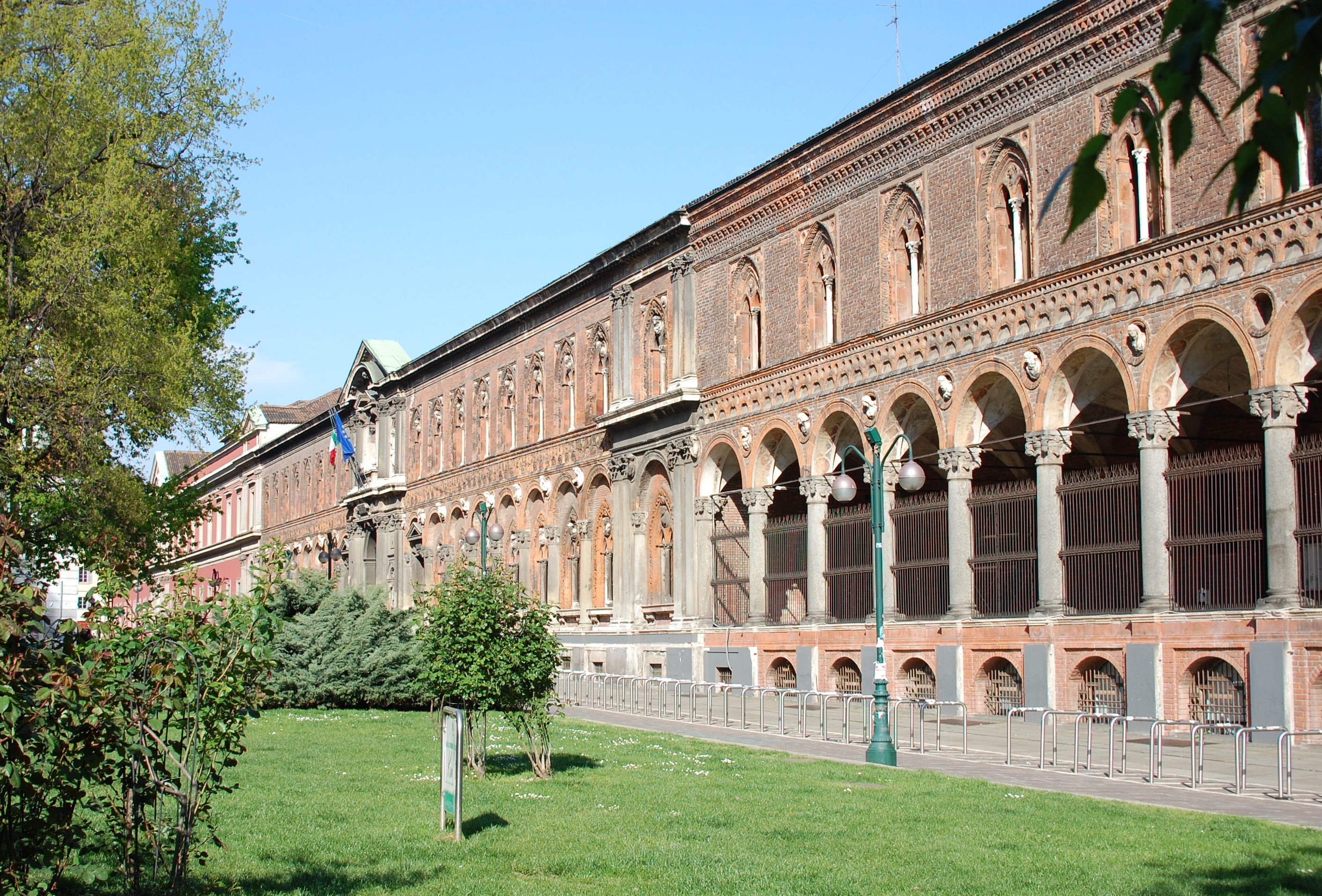
Az épület homlokzata

A Ospedale Maggiore (azaz „Nagy kórház”) egy óriási kórházi épület Milánóban, amelyet Ca’ Granda („Nagy ház”) néven is emlegetnek, 1457-ben Francesco Sforza alapította,

## Története
Az építkezést 1465-től Guiniforte Solari, később Giovanni Antonio Amadeo irányításával folytatták. Gótikus és reneszánsz stílusjegyeket egyaránt magán viselő épület anyagi nehézségek miatt csaknem másfél évszázadon át befejezetlen maradt. 1624-ben újból felvették a munkát. 1798 és 1804 között újabb bővítésre került sor: ekkor csatolták hozzá a nyugati szárnyat. A második világháborút megelőző években a palotát az egyetemnek adták át. A bombázások során súlyosan megsérült, de teljesen helyreállították. Ma az Università degli Studi di Milano karai foglalják el.

## Leírása
A 267 m-es homlokzat három részre oszlik. A barokk stílusú középső szakaszt a 17. században építették, de a kivitelezéshez régebbi terveket használtak fel. Kiemelkedő építészeti eleme a Francesco Maria Richini domborművekkel díszített kapuzata. A téglából épült jobb szárny a 15. századból származik, reneszánsz stílusú. Földszintjén egy oszlopos folyosó fut végig Antonio di Pietro Averlino (Filarete) alkotása, a mellszobrok 17. századiak. Az emeleti párkány és az ablaksor Solari műve. A bal szárny, amely  a legújabb keletű, művészileg nem jelentős.  Lenyűgöző hatást kelt az épület hatalmas udvara, amelyet Amadeo tervezett a 15. században, de csak a 17. században valósították meg.